# Palacio del Té
El Palacio Té (del italiano:  Palazzo Te) es un palacio en las afueras de Mantua, Italia. Es un buen ejemplo del manierismo en la arquitectura, la obra maestra reconocida de Giulio Romano. El nombre oficial, y de lejos el nombre más común en italiano, es Palazzo Te, pero esto puede ser un uso relativamente reciente; Vasari lo llama Palazzo del T (pronunciado «Te»).

## Descripción

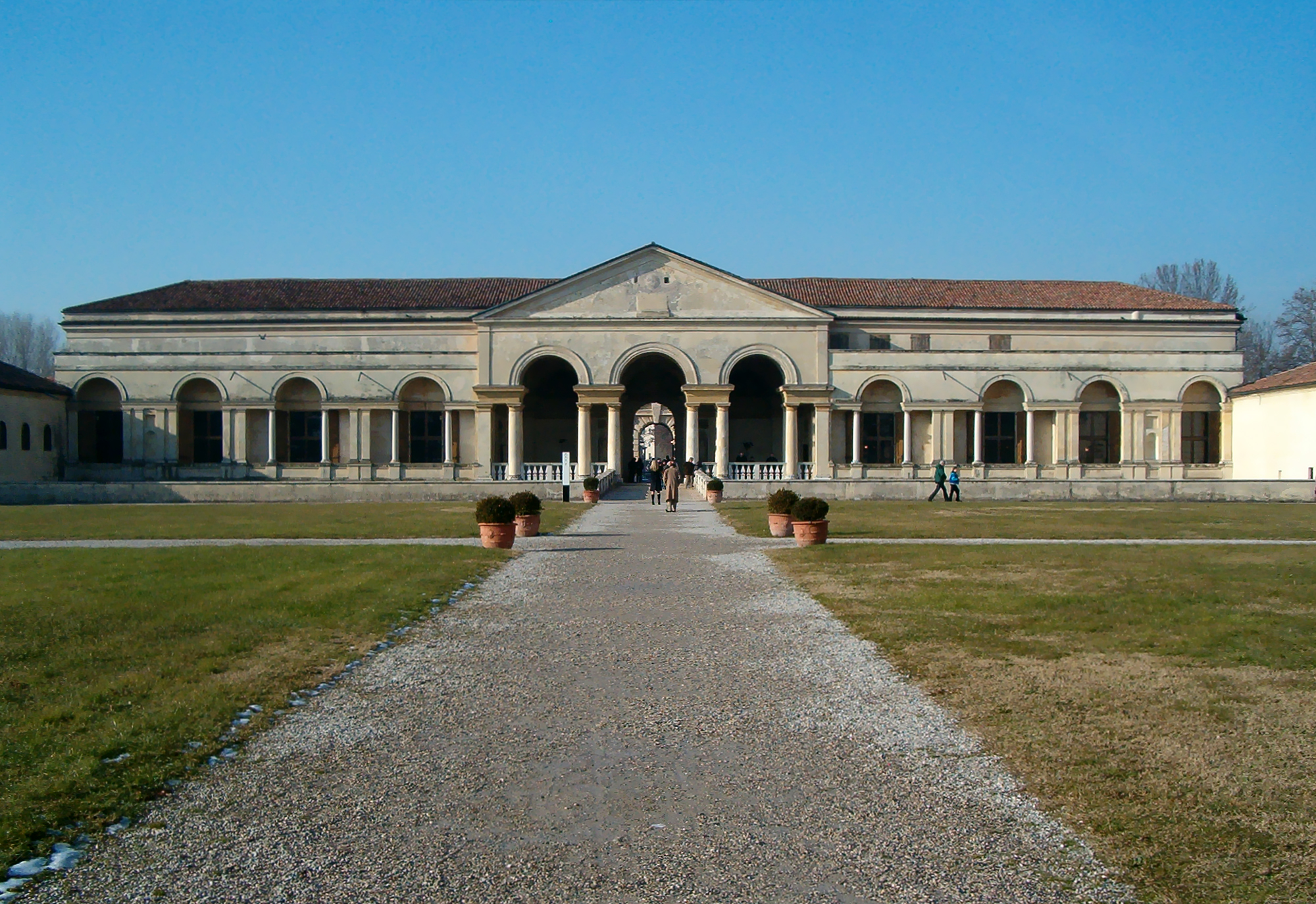
Palacio del Té.

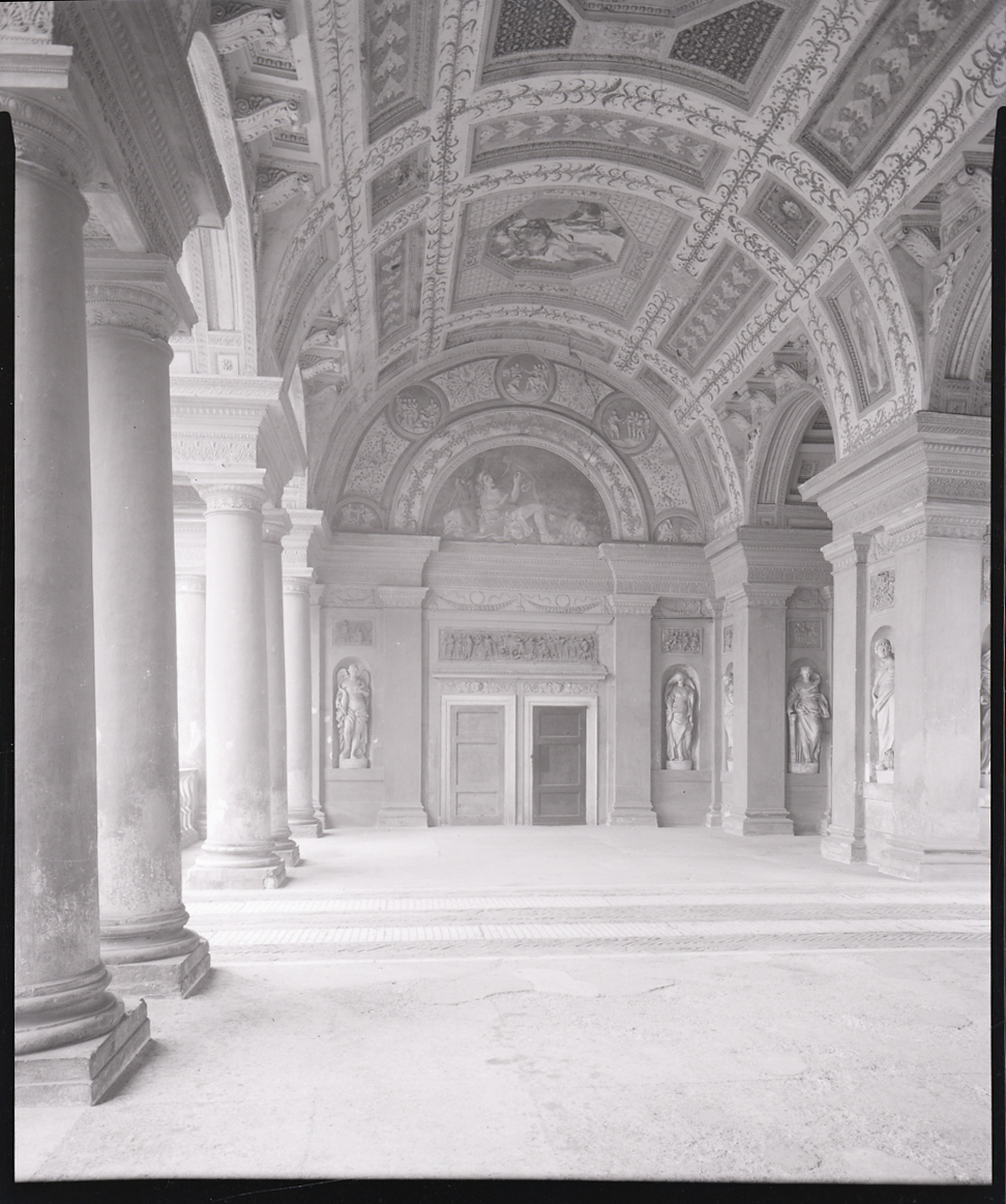
"Loggia d'onore". Photo de Paolo Monti

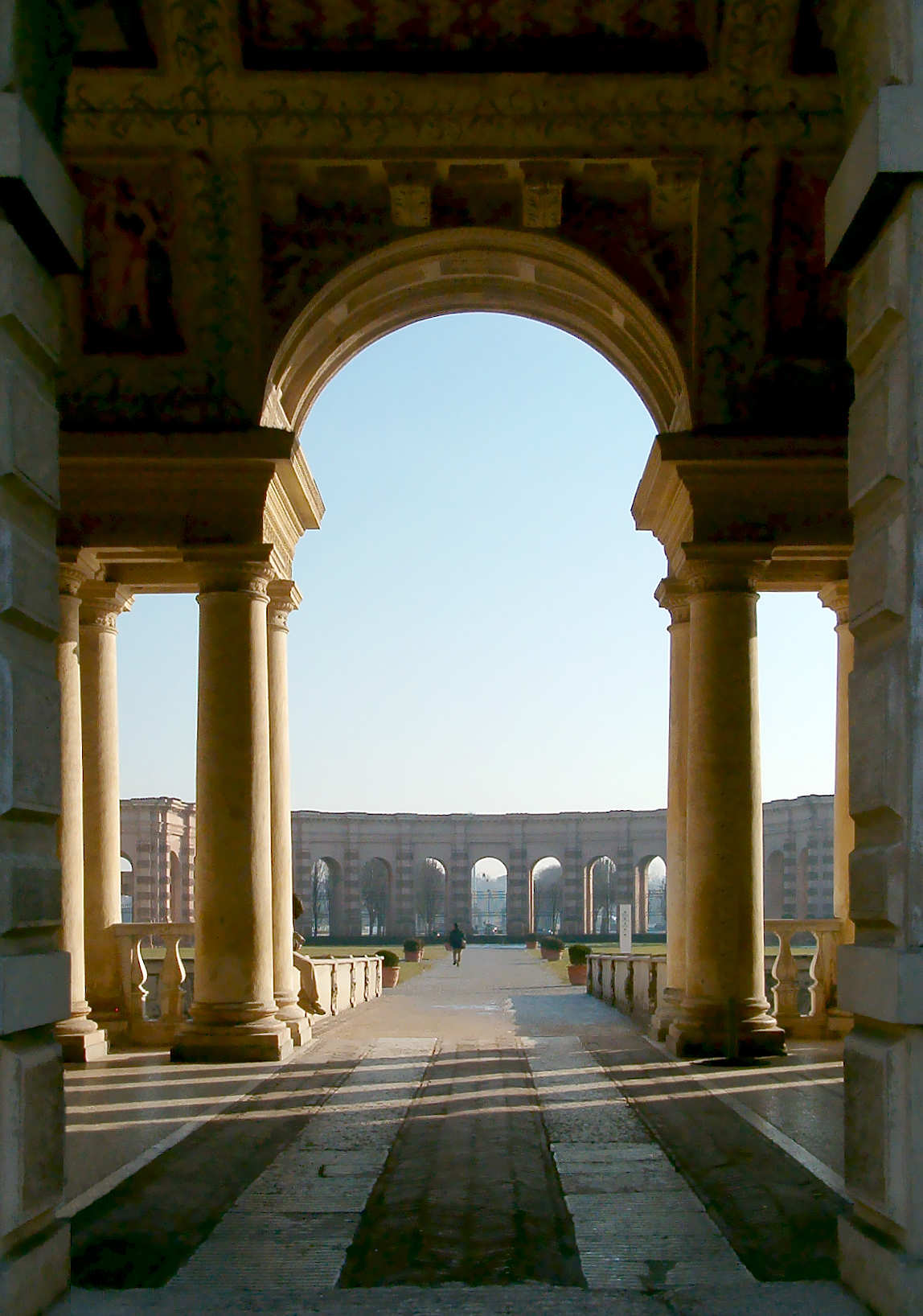
Variaciones sobre la entrada de tipo «serliana» se desarrollan por todo el edificio.

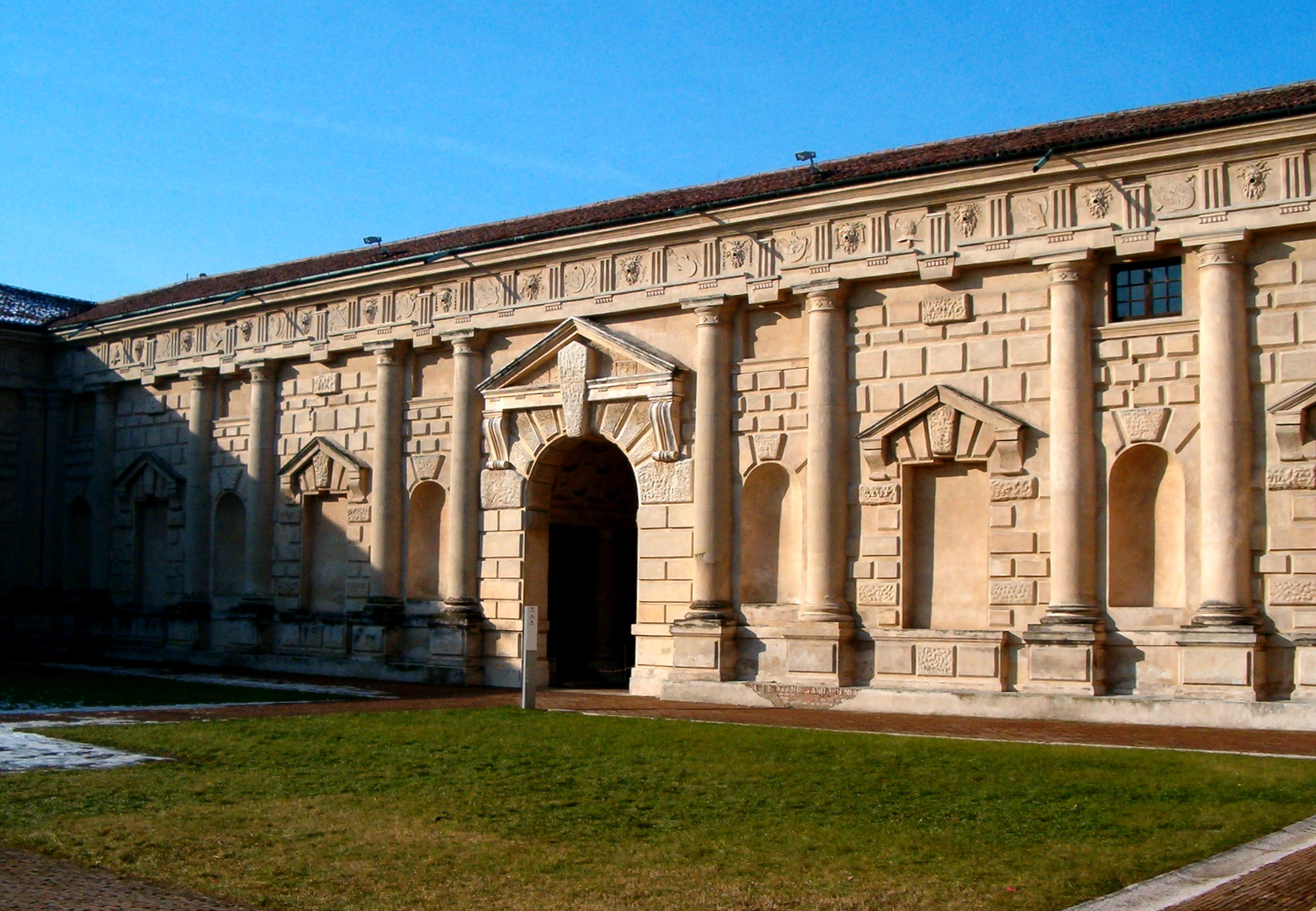
En el cortile algunos de los triglifos del friso parecen haberse caído de su posición original.

El Palacio Té es un edificio de planta cuadrada, construido entre 1524 y 1534 para Federico II Gonzaga, marqués de Mantua. Decidió en 1524 construir un palacio de recreo, o Villa Suburbana. El lugar elegido fueron los establos de la familia en Isola del Te en el borde de la marisma junto en las afueras de las murallas de Mantua. Este paraje verde donde se erigió era conocido como Tè, nombre cuya etimología no está clara.
El arquitecto a quien se encomendó fue Giulio Romano, un destacado pintor, decorador y arquitecto que comenzó su carrera como aprendiz en el taller de Rafael. Llegó a Mantua tras el Saqueo de Roma (1527), que había trastocado la economía de dicha urbe así como la actividad de todos sus artistas. En Mantua tuvo empleo durante dos décadas, y falleció antes de ocupar un puesto como arquitecto de la basílica de San Pedro del Vaticano.
La estructura del palacio se erigió en el plazo de dieciocho meses. Es básicamente una casa cuadrada erigida alrededor de un patio en forma de claustro. Un jardín formal complementaba la casa. Este se encontraba rodeado por un exterior en forma de columnata terminada en forma semicircular conocida como 'Esedra'.
Como la Villa Farnesina en Roma, la ubicación suburbana permitía una mezcla de arquitectura de Palacio y de Villa. Las cuatro fachadas exteriores tienen pilastras planas contra paredes de carácter rústico, las ventanas indican que la planta noble es la baja, con una planta secundaria por encima. La fachada oriental difería de las otras tres por tener motivos paladianos en su pilastra y una loggia abierta en su centro más que un arco en el patio. Las fachadas no son tan simétricas como parecen, y los espacios entre las columnas son irregulares. El centro de las fachadas septentrional y meridional están recorridas por arcos en dos plantas sin pórtico ni frontón, simplemente un camino cubierto que llevaba al interior del patio. En el interior el palacio se distribuye en torno a un patio, cortile, y en él se combinan los motivos arquitectónicos clasicistas con decoraciones de yesos y spezzato. Nada menos que 14 salas y 3 logias –galerías exteriores formadas por arcos sobre columnas, techadas y abiertas en uno o más lados– al jardín.
Pocas ventanas dan al patio interior (cortile); las paredes con columnas están decoradas por todos los lados con hondos nichos y ventanas ciegas, y las superficies intermedias están salpicadas con spezzato (escayola rota y con manchas) que da vida y profundidad a las superficies.
Una vez que estuvo terminada la estructura del edificio, durante diez años un equipo de escayolistas, tallistas y fresquistas trabajaron, hasta que a duras penas ninguna superficie de las galerías y los salones quedaron sin decorar. Bajo la dirección de Giulio Romano trabajaron pintores decorativos locales como Benedetto Pagni y Rinaldo Mantovano. Estos frescos permanecen actualmente y son el rasgo más destacado del palacio. Los temas van desde los banquetes del Olimpo en la Sala di Psiche y los estilizados caballos de la Sala dei Cavalli a los más inusuales de todos — gigantes y grotescos causando el caos, furia y ruina alrededor de las paredes de la Sala dei Giganti.

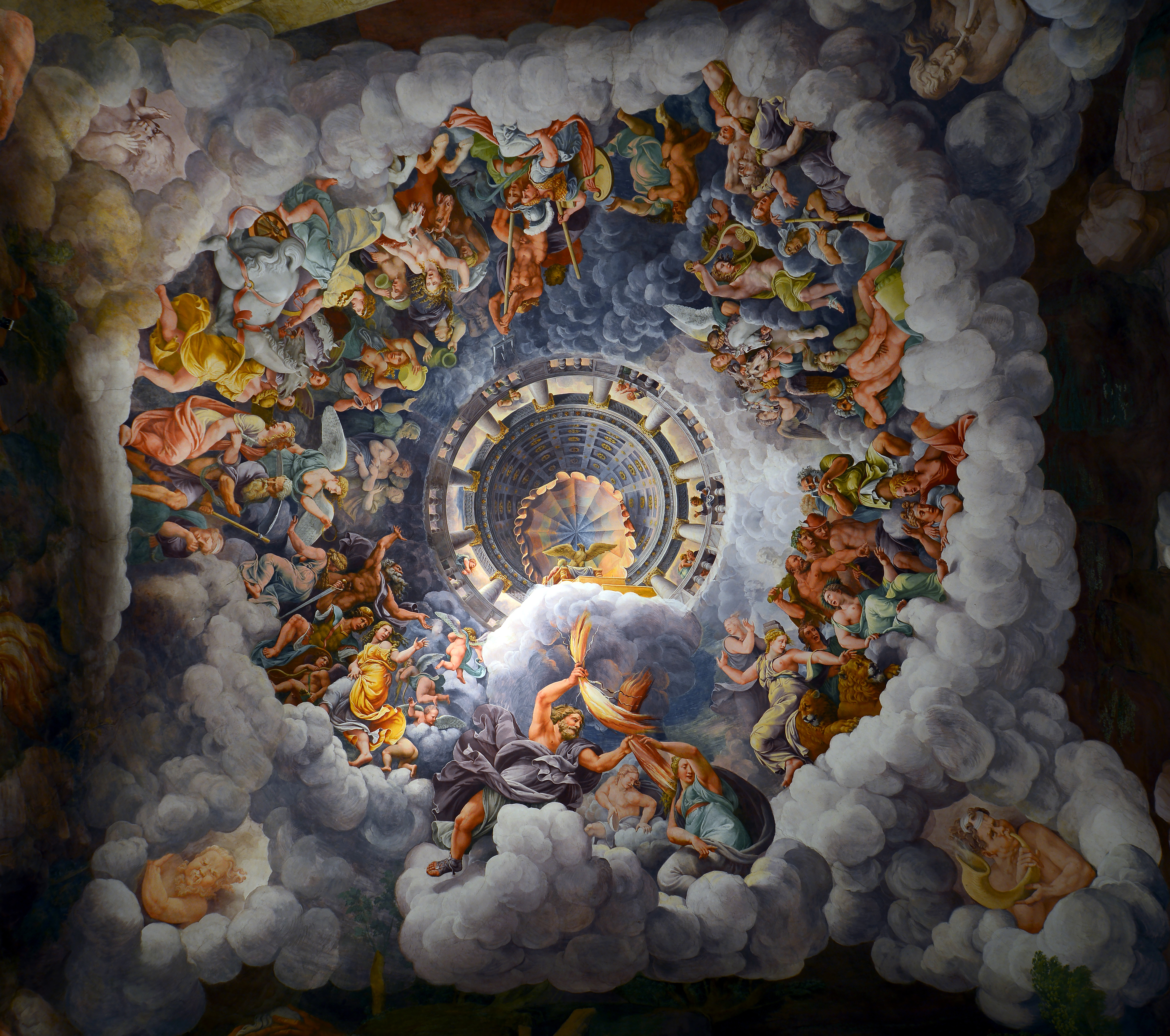
El más famoso fresco del manierismo: el ilusionismo de Giulio Romano inventa una cúpula por encima y disuelve la arquitectura de la habitación en la Caída de los gigantes.

El palacio fue pensado para recreo diario y fiestas, sin dormitorios ni demás dependencias para un uso como vivienda. Una vez decoradas y amuebladas para complementar la corte ducal de la familia Gonzaga, recibieron la visita de muchas de las más ilustres figuras de la época. Entre ellas estuvo el emperador Carlos V, quien, cuando lo visitó en 1530, elevó a su huésped, Federico II Gonzaga de marqués a duque de Mantua.
Con destino a este palacio, se encargaron al pintor Correggio cuatro importantes cuadros mitológicos de atrevida sensualidad: Júpiter e Ío, El rapto de Ganímedes, Leda con el cisne y Dánae, si bien pronto fueron regalados al emperador Carlos V. Por cuestiones de moralidad, los reyes españoles se desprendieron de ellos y se conservan actualmente en distintos museos (Galería Borghese de Roma, Staatliche Museen de Berlín y Museo de Historia del Arte de Viena).
Sobre la galería pone en foco la posibilidad de elegir el camino que se restringe a una opción entre los dos laterales de la galería. Hacia un lado, una sucesión de cámaras contiguas: la Sala de los Estucos, la Sala de los Emperadores y finalmente la Sala de los Gigantes. En la Sala de los Estucos, el tratamiento de los límites está dominado por las figuras en relieve.
La sala de los emperadores, también dividida en dos partes, concentrando la expresión en la superior, iniciada por un friso perimetral que, es utilizado para relatos históricos relacionados con reconocibles emperadores.
Coronando el recorrido de ese lateral, en la Sala de los Gigantes, la utilización de los frescos – pintados por el mismo Giulio Romano – impide percibir con claridad los límites del espacio, lo que acentúa la situación caótica que representa la escena.
Una de las partes más evocadoras de la épica perdida del palacio es el Casino della Grotta, una pequeña serie de habitaciones organizadas en torno a una gruta y loggetta (balconada cubierta) donde, en su época, los cortesanos se bañaban en la pequeña cascada que salpicaba sobre los guijarros y las conchas incrustadas en el suelo y las paredes.
El Palazzo Tè resultó muy dañado en los siglos XVII y XVIII y perdió parte de sus decoraciones. Durante la guerra de sucesión, en julio de 1630, Mantua y el palacio fueron saqueados por las fuerzas imperiales y la población cayó víctima de una de las peores plagas de la historia. El palacio fue saqueado de arriba abajo y permaneció como una concha vacía: ninfas, dioses, diosas, y gigantes permanecieron en las paredes de las habitaciones vacías. Se ha recuperado en tiempos recientes como museo y galería de exposiciones, incorporando obras como el Retrato de Giulio Romano, obra de Tiziano adquirida por las autoridades locales en 1996 tras su paso por la colección del dictador filipino Ferdinand Marcos .
Parte del palacio alberga actualmente el Museo Civico del Palazzo Te, legado por Arnoldo Mondadori. Contiene una colección de arte mesopotámico.